# 톰 트레쉬
토머스 마이클 트레쉬(Thomas Michael Tresh, 1938년 9월 20일 ~ 2008년 10월 15일)는 메이저 리그 베이스볼에서 뉴욕 양키스 (1961 ~ 69)와 디트로이트 타이거스 (1969)를 위하여 내야수와 외야수로 활약한 미국의 야구 선수였다.  우투양타였던 그는 메이저 리그 포수 마이크 트레쉬의 아들이었다.

## 인물
미시간주 디트로이트에서 태어난 트레쉬는 앨런 파크 고등학교를 졸업하고, 그러고나서 센트럴 미시간 대학교에서 수학하였다.  트레쉬는 외야수에서 자신의 경기들의 다수를 활약한 동안 유격수에서 뉴욕 양키스를 위한 1962년 시즌을 열어 군사 복무에 있던 토니 쿠벡을 위하여 채웠다.  1996년 데릭 지터까지 또다른 양키스의 신인 유격수들이 오프팅 데이에 시작하지 않았다.  그는 1966년 시즌 동안 일어난 3루에서 자신의 경기들의 대부분과 함께 또한 3루수를 맡았다.
트레쉬는 1962년 메이저 리그 베이스볼 올해의 신인상과 스포팅 뉴스 올해의 신인상 둘다를 수상하여 157개의 경기에서 20개의 홈런과 93개의 타점과 함께 자신 경력 최고의 .286 점을 타구하였다.  쿠벡이 1962년 시즌 동안 복귀했을 때 트레쉬는 좌익수로 옮겨졌다.  1962년 월드 시리즈의 5번째 경기에서 그는 샌프란시스코 자이언츠의 잭 샌퍼드에 8번째 이닝의 말기에서 3점 홈런과 함께 2 대 2의 동점을 깨 5 대 3의 양키스 우승과 시리즈를 앞선 3 대 2로 이끌었다.
뉴욕에서 9년 후, 양키스는 외야수 론 우즈를 위하여 1969년 시즌 동안 트레쉬를 디트로이트 타이거스로 이적시켰다.  그는 31세의 나이에 1970년 시즌에 대비하여 타이거스에 의하여 나오게 되었다.
1966년 경력 사상 27개와 함께 트레쉬는 1962년부터 1966년까지 114개의 홈런을 쳤고, 1962년과 1963년 아메리칸 리그 올스타 팀으로 이루었다.  1965년 골든 글러브 수상자인 그는 또한 자신이 친 4개의 홈런 (그 중에 3개는 두번째 경기)에서 그 시즌에 더블헤더를 포함하여 3개의 경기에서 본루의 각편으로부터 홈런을 쳤다.  9개 시즌 경력에서 트레쉬는 1,192개의 경기에서 153개의 홈런과 530개의 타점과 함께 .245 점의 타자였다.
자신의 선수 경력에 이어 트레쉬는 자신의 모교 센트럴 미시간 대학굘 돌아가 많은 세월 동안 보조 배치 이사로 일하였다.  그는 야구, 소프트볼, 축구와 미식축구를 위하여 슬라이딩과 다이빙 실력들로 훈련의 상징은 슬라이드-라이트를 발명하는 도움을 주었다.
2008년 10월 15일 플로리다주 베니스의 저택에서 심근 경색으로 사망하였다.